# サイレント・ネイション
『サイレント・ネイション』 (Silent Nation) は、エイジアの8枚目のスタジオ・アルバムである。

## 解説
「”ロックのルーツ”に帰った作品」と、バンド自らが評しており、『天空のアリア』や『アリーナ』で極めた派手なアレンジは影を潜め、シンプルにまとまっている曲が多い。
それまでの「Aで始まりAで終わる」タイトルの法則からはじめて解放されたアルバムである。また、ジャケット・アートにロジャー・ディーン、ロドニー・マシューズは起用されず、写真が使用された。

## 収録曲
1. ホワット・アバウト・ラヴ - "What About Love" (ペイン、ダウンズ) 5:25
2. ロング・ウェイ・フロム・ホーム - "Long Way From Home" (ペイン、ダウンズ) 5:58
3. ミッドナイト - "Midnight" (ペイン、ダウンズ) 6:23
4. ブルー・ムーン・マンデー - "Blue Moon Monday" (ペイン、ダウンズ) 7:16
5. サイレン・ネイション - "Silent Nation" (ペイン、ダウンズ) 6:03
6. ゴースト・イン・ザ・ミラー - "Ghost In The Mirror" (ペイン、ダウンズ、シャーウッド) 4:35
7. ゴーン・トゥ・ファー - "Gone Too Far" (ペイン、ダウンズ) 6:47
8. アイ・ウィル・ビー・ゼアー・フォー・ユー - "I Will Be There For You" (ペイン、ダウンズ、シャーウッド) 4:09
9. ダークネス・デイ - "Darkness Day" (ペイン、ダウンズ) 6:17
10. ザ・プロフェット - "The Prophet" (ペイン、ダウンズ) 5:15
11. ライズ - "Rise" (ペイン、ダウンズ)

（追記：11は日本盤のボーナス・トラック。輸入盤スペシャル・エディションには、メイキングDVDが付属している）

## メンバー

### エイジア
- ジェフ・ダウンズ (Geoffrey Downes) - キーボード
- ジョン・ペイン (John Payne) - ボーカル、ベース
- ガスリー・ゴーヴァン (Guthrie Govan) - ギター
- クリス・スレイド (Chris Slade) - ドラム

### 参加ミュージシャン
- キム・ニールセン-パーソンズ (Kim Nielsen-Parsons) - ベース (8)
- アント・グレイン (Ant Glynne) - ギター
- ビリー・シャーウッド (Billy Sherwood) - ギター、ベース
- ジェイ・シェレン (Jay Schellen) - ドラム